# 유다현
유다현(1986년 12월 10일 ~ )은 대한한국의 기상 캐스터다. 이화여자대학교 언론정보학과를 졸업했다.

## 학력
- 이화여자대학교 언론정보학과